# Peter Wiehle
Peter „Piet“ Wiehle (* 28. Juni 1969) ist ein ehemaliger deutscher Fußballspieler.

## Werdegang
Wiehle wechselte 1992 vom Verbandsliga-Meister und Oberliga-Aufsteiger SV Lurup zu Eintracht Braunschweig in die 2. Fußball-Bundesliga. Der Verteidiger wurde von den Niedersachsen während des Spieljahres 1992/93 in acht Zweitligaspielen sowie zwei Begegnungen im DFB-Pokal eingesetzt. 1993 ging Wiehle in den Amateurbereich und nach Hamburg zurück. Er spielte beim HEBC, später beim TSV Pansdorf, beim Elmshorner MTV, ab Oktober 1995 beim SC Concordia Hamburg, dann beim FC Voran Ohe.
Bei letzterem Verein wurde Wiehle 2008 als Trainer tätig und blieb bis 2010 im Amt. Er verließ den Verein, um auf Mallorca im Gastgewerbe beruflich tätig zu werden. Anfang März 2012 bekam er beim TuS Osdorf das Cheftraineramt übertragen. Er führte die Mannschaft von der Bezirksliga bis in die Oberliga Hamburg sowie 2019 in die Vorschlussrunde des Hamburger Pokalwettbewerbs. Im Juni 2019 kam es zwischen Wiehle und den Osdorfern zur Trennung.